# أندرو دايفيز
أندرو دايفيز (بالإنجليزية: Andrew Davis) (و. 1946  م) هو مخرج أفلام، ومنتج أفلام، ومصور سينمائي، ومخرج، وكاتب سيناريو أمريكي، ولد في شيكاغو.

## التعليم
تعلم في جامعة إلينوي ‏، وجامعة إلينوي في إربانا-شامبين.

## وصلات خارجية
- أندرو دايفيز على موقع IMDb (الإنجليزية)
- أندرو دايفيز على موقع ألو سيني (الفرنسية)
- أندرو دايفيز على موقع أول موفي (الإنجليزية)
- أندرو دايفيز على موقع بوكس أوفيس موجو (الإنجليزية)
- أندرو دايفيز على موقع قاعدة بيانات الأفلام السويدية (السويدية)
- أندرو دايفيز على موقع إن إن دي بي (الإنجليزية)
- أندرو دايفيز على موقع قاعدة بيانات الفيلم (الإنجليزية)
- أندرو دايفيز على موقع كينوبويسك (الروسية)